# Фосгенирование
Фосгенирование — собирательное название реакций фосгена с органическими и неорганическими соединениями, а также технологических процессов на основе этих реакций.
Реакции фосгенирования делятся на две группы: нуклеофильное замещение хлора в молекуле фосгена (фосгенирование аминов, амидов, спиртов, ароматических углеводородов), и присоединение по кратной связи углерод — азот.

## Нуклеофильное замещение хлора

### Фосгенирование спиртов и карбоновых кислот
Фосгенирование спиртов и фенолов ведёт к образованию хлорформиатов, которые, в свою очередь, могут быть выделены, либо превращены в соответствующие карбонаты при проведении реакции с избытком спирта:
{\displaystyle {\mathsf {COCl_{2}{\xrightarrow[{-HCl}]{ROH}}ROCOCl{\xrightarrow[{-HCl}]{ROH}}ROCOOR}}}
Реакция проводится при повышенной температуре в присутствии третичных аминов, которые связывают выделяющийся HCl; фосгенирование диолов приводит к образованию олигомеров и полимеров, в частности, фосгенирование бисфенола А является промышленным методом синтеза поликарбонатов:
Фосгенирование карбоновых кислот с хорошим выходом ведёт к хлорангидридам:
{\displaystyle {\mathsf {RCOOH+COCl_{2}\rightarrow RCOCl+HCl+CO_{2}}}}

### Фосгенирование карбонильных соединений
При фосгенировании альдегидов образуются 1-хлоралкилхлорформиаты: 
{\displaystyle {\ce {RCHO + COCl2 -> R-CHClO-O-COCl}}}
Реакция катализируется основаниями - третичными аминами (обычно используется пиридин) или несольватированным хлорид-иономв качестве источника которого используются хлориды тетраалкиламмония или комплекс хлорида калия и 18-краун-6*KCl, использование хлоридов тетраалкиламмония обеспечивает наиболее высокие выходы (например, для ацетальдегида выход 1-хлорэтилхлорформиата при использовании 18-краун-6 составляет 78%, а при использовании хлорида бензилтри-н-бутиламмония - 96%.
Некоторые кетоны также фосгенируются до 1-хлоралкилхлорформиатов с невысокими выходами.
O-ацилирование как енольных формы альдегидов и кетонов, так и енолятов фосгеном не происходит

### Фосгенирование аминов
Фосгенирование вторичных аминов ведёт к карбамоилхлоридам, которые в случае вторичных аминов являются стабильными:
{\displaystyle {\mathsf {R_{2}NH+COCl_{2}\rightarrow R_{2}N{\text{-}}COCl+HCl}}}
В случае первичных и третичных аминов карбамоилхлориды, получающиеся при их фосгенировании, нестабильны, и, хотя в определённых условиях могут быть выделены, претерпевают дальнейшие превращения.
В случае первичных аминов карбамоилхлориды элиминируют HCl с образованием изоцианатов, при этом ароматические амины менее реакционноспособны и их карбамоилхлориды более стабильны:
{\displaystyle {\mathsf {RNH_{2}+COCl_{2}\rightarrow RNHCOCl+HCl}}}
{\displaystyle {\mathsf {RNHCOCl\rightarrow RNCO+HCl}}}
Этот метод является основным промышленным методом синтеза изоцианатов.
В случае третичных аминов при фосгенировании образуются нестабильные четвертичные соли, распадающиеся с образованием карбамоилхлорида и алкилгалогенида:
{\displaystyle {\mathsf {R_{3}N+COCl_{2}\rightarrow [R_{3}NCOCl]^{+}Cl^{-}\rightarrow R_{2}NCOCl+RCl}}}
При избытке первичного или вторичного амина образуются замещённые производные мочевины вследствие реакции изоцианатов либо карбамоилхлоридов с присутствующим в реакционной смеси амином:
{\displaystyle {\mathsf {RNCO+RNH_{2}\rightarrow RNHCONHR}}}
{\displaystyle {\mathsf {R^{1}R^{2}NCOCl+R^{1}R^{2}N\rightarrow R^{1}R^{2}NCONR^{1}R^{2}+D}}}

### Фосгенирование амидов
Фосген реагирует с незамещенными амидами карбоновых кислот, действуя как дегидратирующий агент, при этом образуются нитрилы:
{\displaystyle {\mathsf {RCONH_{2}+COCl_{2}\rightarrow RCN+2HCl+CO_{2}}}}
Взаимодействие фосгена с N-монозамещенными формамидами ведет к изонитрилам:
{\displaystyle {\mathsf {RNHCHO+COCl_{2}\rightarrow RNC+2HCl+CO_{2}}}}
Взаимодействие фосгена с N-монозамещенными амидами ведет к имидоилхлоридам:
{\displaystyle {\mathsf {RCONHR+COCl_{2}\rightarrow RCCl{\text{=}}NR+HCl+CO_{2}}}}
При фосгенировании N-дизамещенных амидов образуются ионные хлориды четвертичных имидоилхлоридов, эта реакция лежит в основе модифицированного метода формилировании по Вильсмейеру — Хааку. В этом варианте метода вместо комплекса диметилформамида с оксихлоридом фосфора в качестве формилирующего агента используется продукт фосгенирования диметилформамида и дальнейшего декарбоксилирования диметилформамида — четвертичный имидоилхлорид:
{\displaystyle {\mathsf {(CH_{3})_{2}NCHO+COCl_{2}\rightarrow [(CH_{3})_{2}N^{+}{\text{=}}CH{\text{-}}O{\text{-}}COCl]Cl^{-}}}}
{\displaystyle {\mathsf {[(CH_{3})_{2}N^{+}{\text{=}}CH{\text{-}}O{\text{-}}COCl]Cl^{-}\rightarrow [(CH_{3})_{2}N^{+}{\text{=}}CHCl]Cl^{-}+CO_{2}}}}
Этот имидоилхлорид менее активен, чем классический реагент Вильсмейера, однако достаточно реакционноспособен для формилирования активированных ароматических соединений:
{\displaystyle {\mathsf {ArH+[(CH_{3})_{2}N^{+}{\text{=}}CHCl]Cl^{-}\rightarrow [Ar{\text{-}}CH{\text{=}}N^{+}(CH_{3})_{2}]Cl^{-}+HCl}}}
{\displaystyle {\mathsf {[Ar{\text{-}}CH{\text{=}}N^{+}(CH_{3})_{2}]Cl^{-}+H_{2}O\rightarrow ArCHO+[(CH_{3})_{2}NH_{2}]Cl}}}

## Присоединение фосгена к кратным связям углерод-азот
Фосген присоединяется по тройным связям углерод-азот нитрилов, образуя N-хлорформилимидоилхлориды:
{\displaystyle {\mathsf {RCN+COCl_{2}\rightarrow RCCl{\text{=}}NCOCl}}}
и двойным связям C=N иминов и имидокарбонатов:
{\displaystyle {\mathsf {RCH{\text{=}}NR+COCl_{2}\rightarrow RCHCl{\text{-}}N(R)COCl}}}
{\displaystyle {\mathsf {(RO)_{2}C{\text{=}}NR+COCl_{2}\rightarrow (RO)_{2}CCl{\text{-}}N(R)COCl}}}

## Синтетические эквиваленты фосгена
В виду высокой токсичности и газообразности фосгена в лабораторной практике широко используются его синтетические эквиваленты - в первую очередь жидкие дифосген и оксалилхлорид и кристаллический трифосген.